# Меч меотский
Меч меотский (или меч синдо-меотский, или меч типа Миция) — железный меч средней длины (60—90 см), производившийся меотами (в том числе синдами) в конце 1-го тысячелетия до н. э. Помимо меотов, эти мечи использовали соседние народы при завоевательных походах.

## Общие сведения
Основные отличительные характеристики:
- брусковидные мечи без крестовин;
- узкая датировка: V—II вв. до н. э.;
- длина от 600 до 900 мм;
- ширина клинка от 35 до 80 мм;

Эти мечи как самостоятельный «тип» мечей впервые выделил К. Ф. Смирнов.
Многочисленные находки, сделанные в меотских курганах, свидетельствуют:
- меотские мечи производились в достаточно больших количествах (в больших количествах присутствуют в меотских могильниках).
- меотские мечи были предметом торговли (обмена) с соседними народами. В частности, такие мечи (в небольших количествах) находят в тех местах, где древние аланы вели завоевательные походы.

С. П. Кожуховым сделан вывод, что мечи так называемого «синдо-меотского типа», господствовавшие на Северо-Западном Кавказе в V—III вв. до н. э., постепенно вышли из употребления во II в. до н. э. Далее при взаимодействии меотских и сарматских мастеров появляются новые, совместные формы оружия; так, длинный меч без металлического навершия и перекрестья, появившийся на Кубани в первые века н. э., в итоге объединил меотские (отсутствие металлического перекрестья) и сарматские черты (оформление рукояти).

## Две версии о прототипе[3]
- К. Ф. Смирнов предположил, что прототипами мечей типа «меотских» послужили сарматские мечи, датируемые периодом VII—VI вв. до н. э.
- В 2004 году В. Р. Эрлих сделал иной вывод: прототипами синдо-меотских мечей послужили скифские мечи — акинаки, датируемые VI—V вв. до н. э.